# Sagrado Coração da Terra
Sagrado Coração da Terra es una banda brasileña de rock progresivo, liderada por el cantante y músico Marcus Viana y fundada en el año 1979. La banda publicó su primer disco en 1984 y continuó de forma ininterrumpida hasta 1993, cuando anunció su separación tras el lanzamiento del disco Grande Espírito. La agrupación se reunió en el año 2000 para publicar el álbum A Leste do Sol, Oeste da Lua y desde entonces ha publicado algunos álbumes recopilatorios y realizado presentaciones en vivo.

## Formación
- Marcus Viana - voz, teclado, piano, violín
- Augusto Rennó - violín y guitarra
- Danilo Abreu - teclado
- Sérgio Pererê - voz
- Adriano Campagnani - bajo
- Neném - batería y percusión
- Malu Aires - voz
- Alexandre Lopes - violín y guitarra
- Fernando Campos- guitarra
- Gilberto Diniz - bajo
- Giácomo Lombardi - sintetizador
- Inês Brando - piano
- Sebastião Viana - flauta
- Andersen Viana - flauta
- Lincoln Cheib - batería
- Paulinho Santos - percusión
- Vanessa Falabella - voz
- Ivan Corrêa - bajo

## Discografía
- Sagrado (1984)
- Flecha (1987)
- Farol da Liberdade (1991)
- Grande Espírito (1993)
- A Leste do Sol, Oeste da Lua (2000)
- Sacred Heart of Earth (2001) (compilado)
- Canções (2002) (compilado)
- Instrumental (2002) (compilado)
- Cosmos X Caos - A História parte 1 (2009) (DVD)
- Flores do Eden - (DVD)